# Efecto Blazhko

Curva de luz de la estrella RR Lyra: dependencia de la magnitud aparente de la fase de la pulsación. La curva de luz varía ligeramente de un ciclo a otro debido al efecto Blazhko.

El efecto Blazhko, también denominado a veces modulación de periodo largo, es una variación periódica de la amplitud y de la fase del máximo de emisión en las estrellas variables del tipo RR Lyrae. Fue observado por primera vez en 1907 por el astrónomo soviético Serguéi Blazhkó en la estrella RW Draconis.
La física detrás del efecto Blazhko es todavía un asunto objeto de debate en la actualidad, manejándose tres hipótesis principales:
- La primera se refiere a cómo en el modelo de resonancia, la causa de la modulación es una resonancia no lineal entre el período fundamental (o bien entre el primer modo de sobrepulsación de la estrella) y un modo más alto.[3][4]
- La segunda, conocida como el modelo magnético, supone que la variación puede ser causada por el campo magnético que está inclinado respecto al eje de rotación de la estrella, deformando el modo radial principal.[5]

- El tercer modelo supone que los ciclos en la convección de la estrella causan las alternancias y las modulaciones registradas.[6]

## Reinterpretación reciente del fenómeno
La evidencia de las observaciones del satélite Kepler indica de forma sorprendente que una gran parte de las estrellas que muestran el efecto Blazhko, tienen una curva de modulación de la variación de la luz emitida de dos ciclos que encajan en un periodo sencillo, coincidente con la duración del día terrestre. Es decir, muchas estrellas del tipo RR Lyrae tienen un periodo de variabilidad de prácticamente 12 horas, y los astrónomos basados en la tierra hacen sistemáticamente observaciones nocturnas aproximadamente cada 24 horas. Es este encaje bastante exacto de los dos ciclos en 24 horas, el causante de que los resultados obtenidos a partir de las observaciones nocturnas desde la Tierra, sólo registren los máximos de brillo de la parte nocturna del ciclo, que es significativamente diferente del máximo que se puede producir durante el día (brillo diurno que el satélite Kepler sí es capaz de detectar al encontrarse en órbita).